# Wang Shun
Wang Shun (Anji, 11 februari 1994) is een Chinese zwemmer. Hij vertegenwoordigde zijn vaderland op de Olympische Zomerspelen 2012 in Londen en op de Olympische Zomerspelen 2016 in Rio de Janeiro.

## Carrière
Bij zijn internationale debuut, op de Aziatische Spelen 2010 in Kanton, veroverde Wang de zilveren medaille op de 200 meter wisselslag.
Op de wereldkampioenschappen zwemmen 2011 in Shanghai werd de Chinees uitgeschakeld in de series van de 200 meter wisselslag, samen met Zhang Lin, Li Yunqi en Sun Yang sleepte hij de bronzen medaille in de wacht op de 4x200 meter vrije slag.
Tijdens de Olympische Zomerspelen van 2012 in Londen strandde Wang in de series van de 200 meter wisselslag.
In Barcelona nam de Chinees deel aan de wereldkampioenschappen zwemmen 2013. Op dit toernooi eindigde hij als vierde op de 200 meter wisselslag. Samen met Sun Yang, Li Yunqi en Hao Yun behaalde Wang een bronzen medaille op de 4x200 meter vrije slag.
Op de Aziatische Spelen 2014 in Incheon veroverde Wang de bronzen medaille op de 200 meter wisselslag.
Tijdens de wereldkampioenschappen zwemmen 2015 in Kazan sleepte de Chinees de bronzen medaille in de wacht op de 200 meter wisselslag.
In Rio de Janeiro nam Wang deel aan de Olympische Zomerspelen van 2016. Op dit toernooi behaalde hij de bronzen medaille op de 200 meter wisselslag, op de 400 meter wisselslag werd hij uitgeschakeld in de series.

## Internationale toernooien
| Jaar | Olympische Spelen                     | WK langebaan                                                 | WK kortebaan  | PanPacs       | Aziatische Spelen |
| ---- | ------------------------------------- | ------------------------------------------------------------ | ------------- | ------------- | ----------------- |
| 2010 |                                       |                                                              | geen deelname | geen deelname | 200m wisselslag   |
| 2011 |                                       | 18e 200m wisselslag · 4x200m vrije slag                      |               |               |                   |
| 2012 | 22e 200m wisselslag                   |                                                              | geen deelname |               |                   |
| 2013 |                                       | 14e 200m vrije slag · 4e 200m wisselslag · 4x200m vrije slag |               |               |                   |
| 2014 |                                       |                                                              | geen deelname | geen deelname | 200m wisselslag   |
| 2015 |                                       | 200m wisselslag                                              |               |               |                   |
| 2016 | 200m wisselslag · 10e 400m wisselslag |                                                              | 6-11 december |               |                   |

## Persoonlijke records

### Langebaan
| Afstand         | Tijd    | Datum           | Plaats         |
| --------------- | ------- | --------------- | -------------- |
| 200m vrije slag | 1.47,09 | 29 juli 2011    | Shanghai       |
| 200m wisselslag | 1.56,81 | 6 augustus 2015 | Kazan          |
| 400m wisselslag | 4.14,46 | 6 augustus 2016 | Rio de Janeiro |